# Pici egérfarkfű
A pici egérfarkfű (Myosurus minimus) a boglárkavirágúak (Ranunculales) rendjébe, ezen belül a boglárkafélék (Ranunculaceae) családjába tartozó faj.

## Előfordulása
A pici egérfarkfű az északi félgömb nagy részén, Európában, Ázsiában, Észak-Afrikában és Észak-Amerika egyes részein is honos. Szikesek, szikár helyek, sekély termőrétegű nedves-nyirkos szántók növénye. Alföldi szikeseinken még viszonylag gyakori, csapadékos tavaszon néha nagy tömegben jelenik meg.

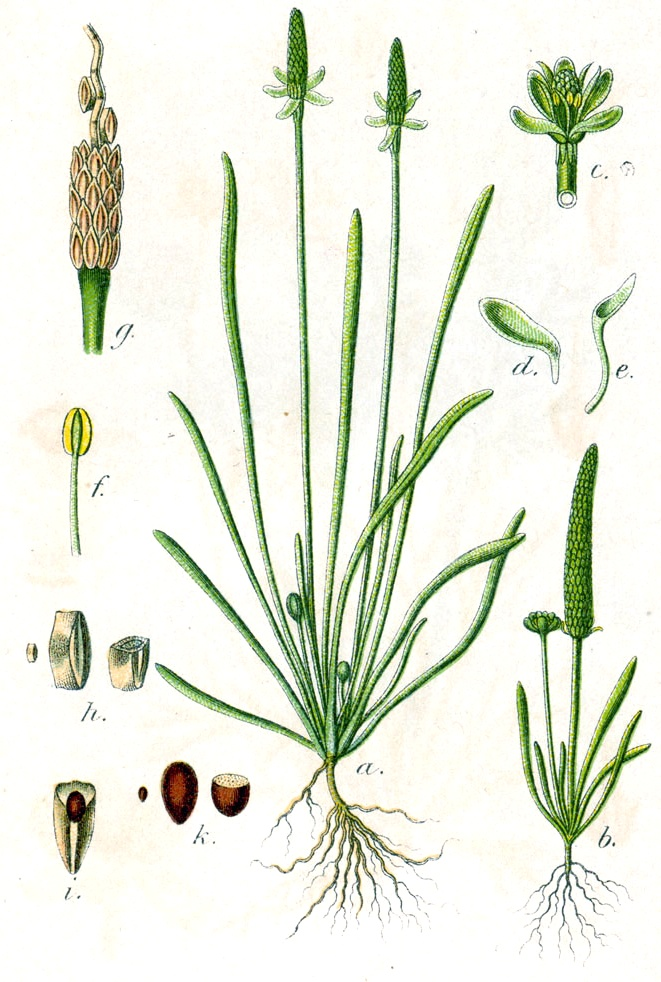
A pici egérfarkfű növény részei. Forrás: Deutschlands Flora in Abbildungen, 1796

## Megjelenése
Apró termetű,  gracilis megjelenésű, 15 cm magasra növő, szokatlan megjelenésű egyéves növényke.  A szár (tőkocsány) levéltelen, többnyire hosszabb a leveleknél. Tőállású levelei keskeny-hosszúkás formájúak.  Megkülönböztető jellemzője az 5 sárgászöld, 3-4 mm hosszú lepellevél, melynek közepéből felálló megnyúlt terméses vacok, ami egy egér farkincájára emlékeztet, innen ered a neve is.

## Életmódja
Viszonylag korán, április-májusban virágzik, virágzata zöld, így nehezen észrevehető faj, a jóval dekoratívabb boglárkák közeli rokona. Virágai magánosak, a hajtás csúcsán ülnek. Mezőgazdasági területeken viszont a nagymértékű vegyszerhasználat és a rossz termőhelyi adottságú szántók felhagyása miatt erősen megritkult. Számottevő állományai leginkább csak az alföldi szikes területeken maradtak, manapság igen ritka. Hazánkban nem védett.

## Képgaléria

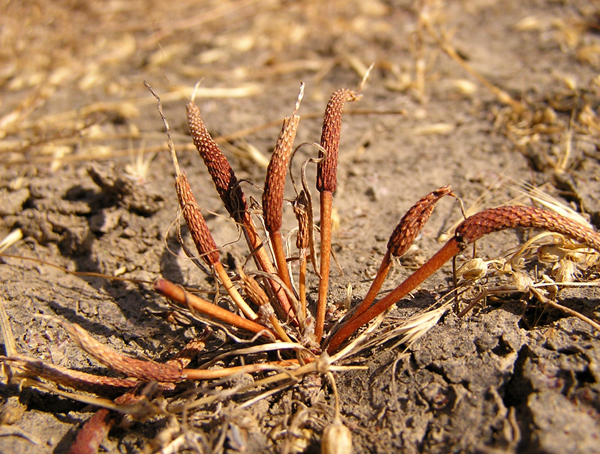
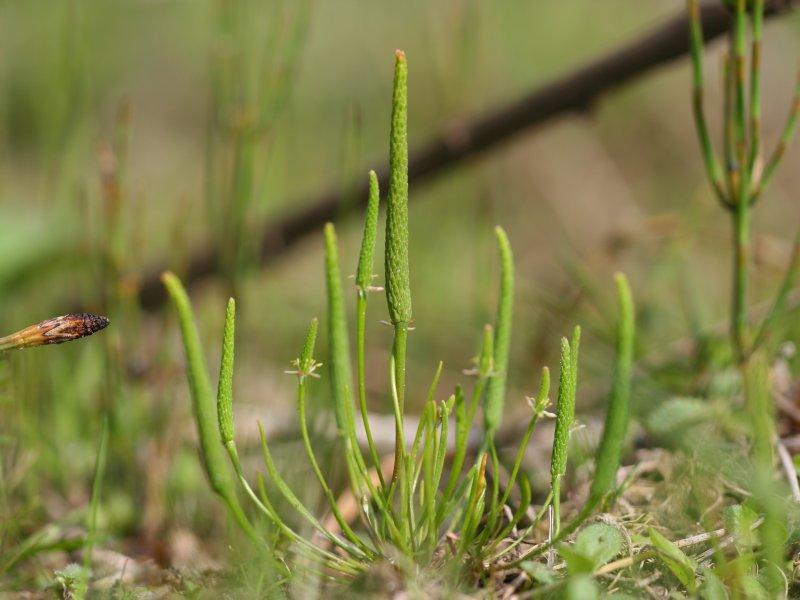
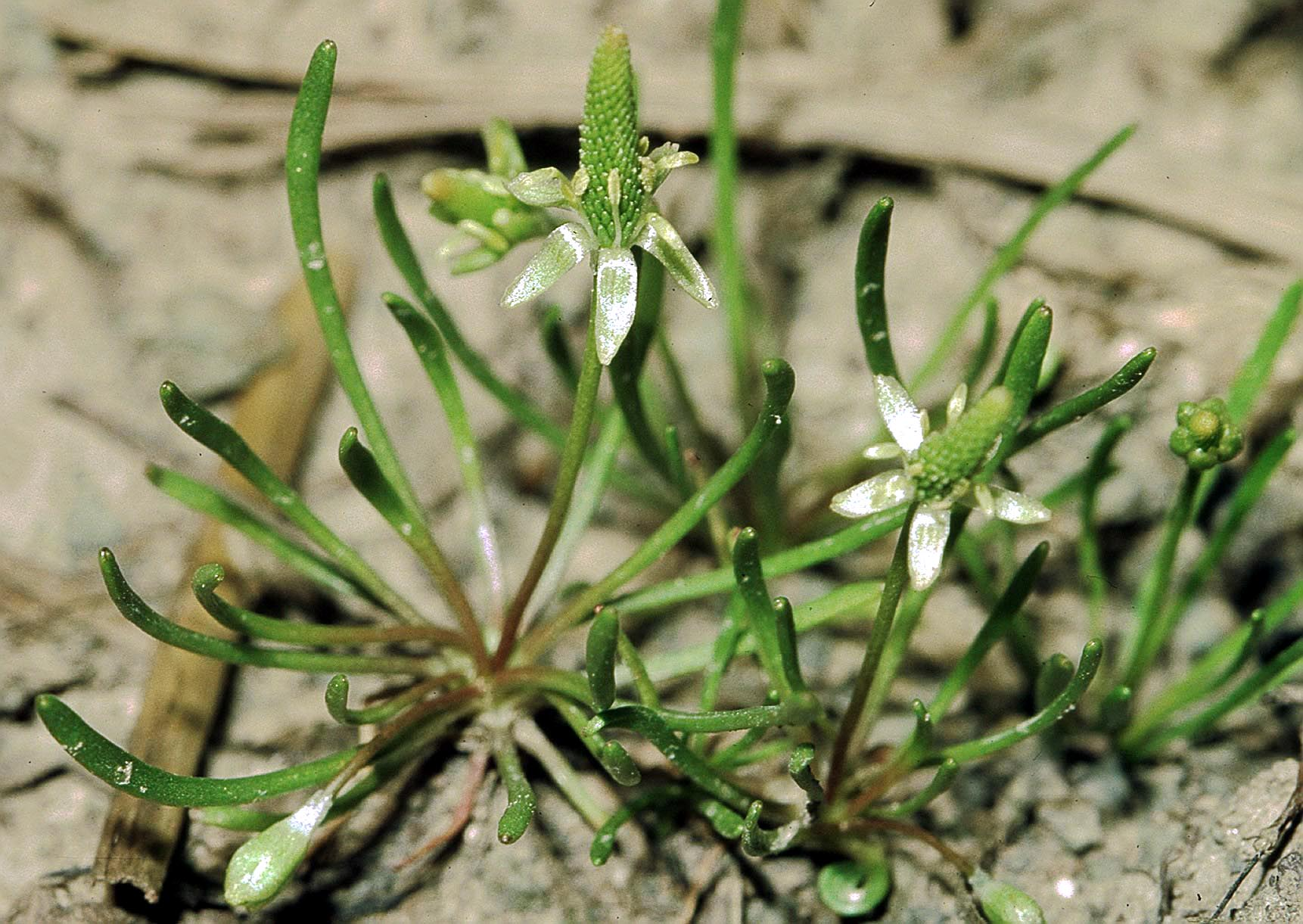
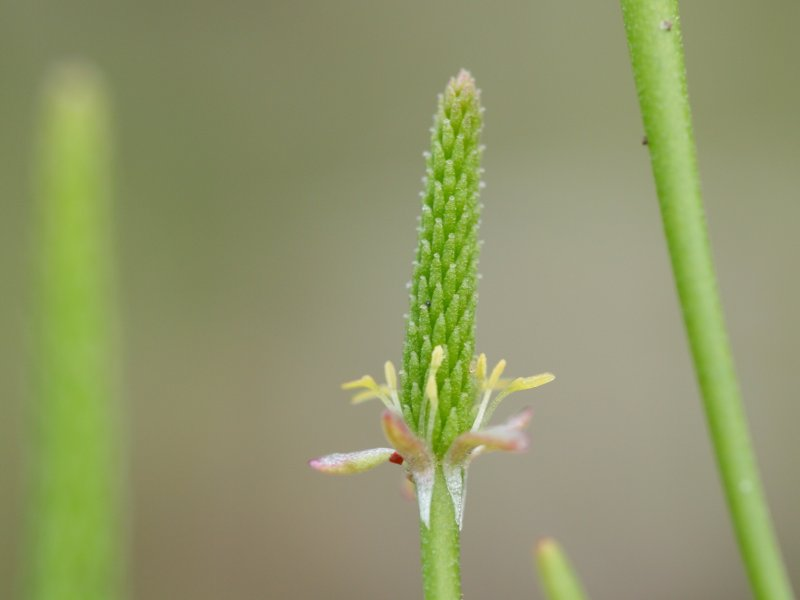
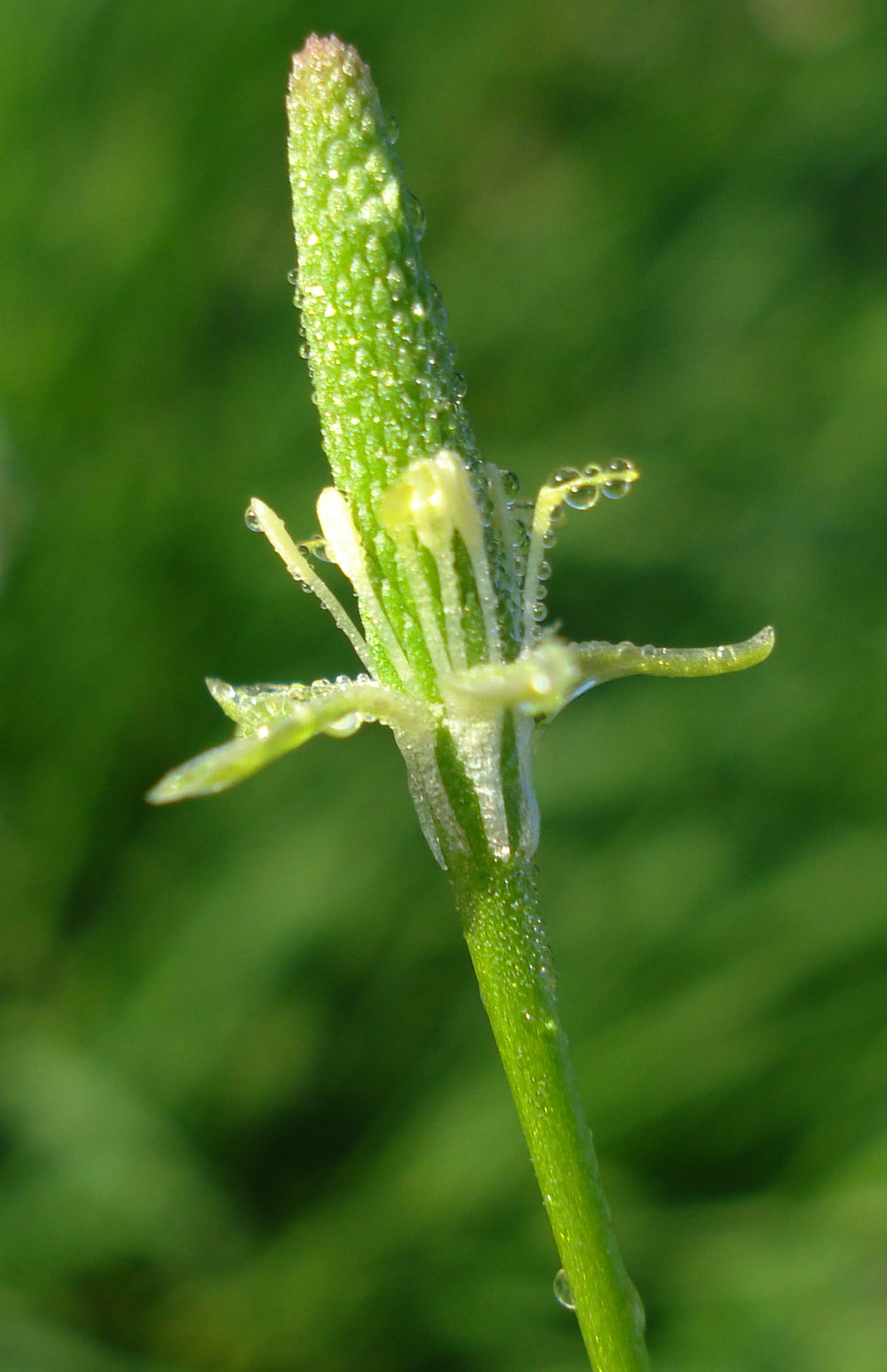
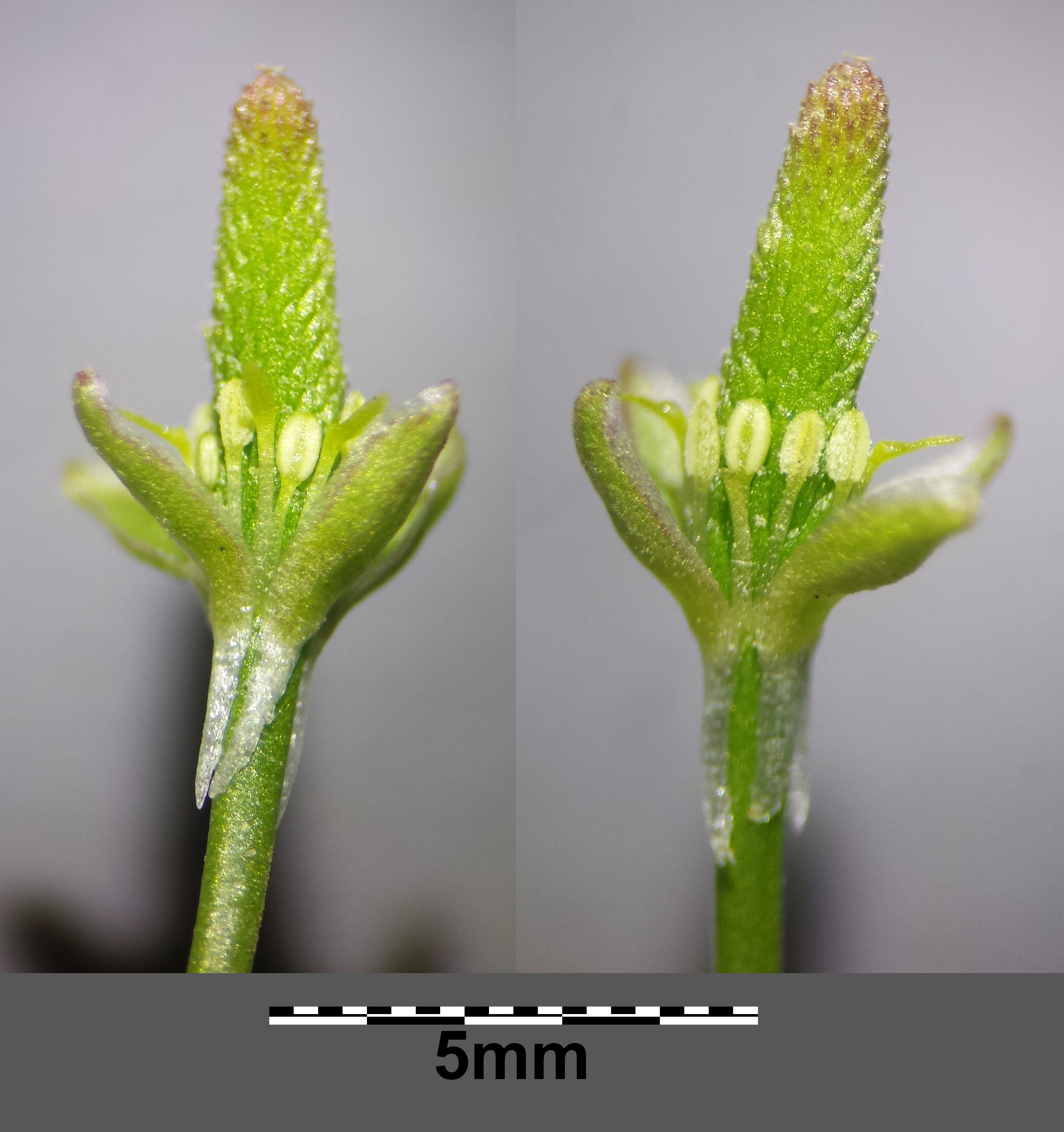
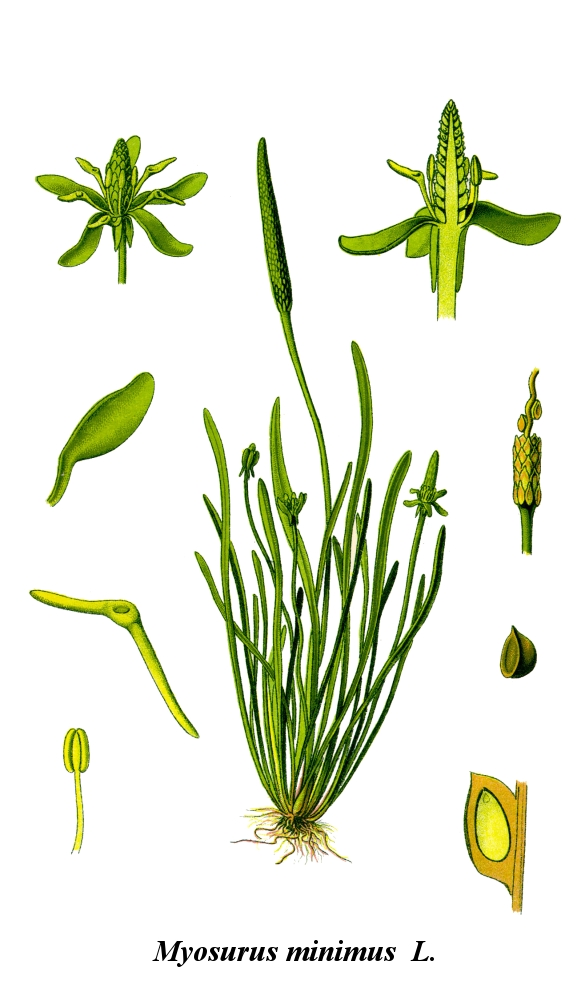
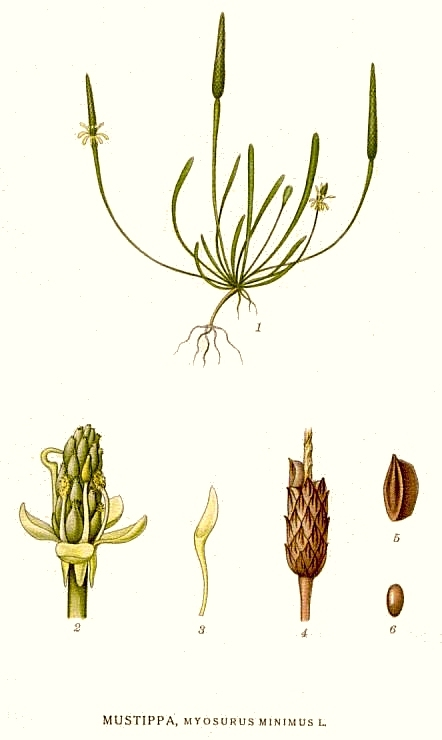

## Fordítás
Ez a szócikk részben vagy egészben  a   Myosurus minimus című angol Wikipédia-szócikk ezen változatának fordításán alapul.  Az eredeti cikk szerkesztőit annak laptörténete sorolja fel. Ez a jelzés csupán a megfogalmazás eredetét és a szerzői jogokat jelzi, nem szolgál a cikkben szereplő információk forrásmegjelöléseként.